# Чаучиллы
Чаучиллы (лат. Orthonyx) — род воробьиных птиц из монотипического семейства папуасских флейтистовых (Orthonychidae). Эндемики Австралии и Новой Гвинеи.
Виды
- Orthonyx novaeguineae A.B. Meyer, 1874
- Orthonyx temminckii Ranzani, 1822 — Иглохвостая чаучилла
- Orthonyx spaldingii Ramsay, 1868 — Черноголовая чаучилла